# Félix Welkenhuysen
Félix Welkenhuysen (12 de desembre de 1908 - 20 d'abril de 1980) fou un futbolista belga.

## Selecció de Bèlgica
Va formar part de l'equip belga a la Copa del Món de 1934. Fou jugador del R. Union Saint-Gilloise amb qui guanyà tres lligues belgues consecutives.